# Vejigas
Vejigas o Arroyo Vejigas és un caseriu de l'Uruguai, ubicat al sud del departament de Lavalleja.
Es troba a 131 metres sobre el nivell del mar.